# Abraham ben Eliezer ha-Levi
Abraham ben Eliezer ha-Levi, auch Ha-Zaken genannt (* um 1460 in Spanien; † 1528 in Jerusalem), war ein spanischer Kabbalist und messianischer Visionär.

## Leben
Abraham ben Eliezer ha-Levi wurde zwischen 1460 und 1470 in Spanien geboren. Er stammt aus einer angesehenen Gelehrtenfamilie und war mit dem Astronomen und Geschichtsschreiber Abraham Zacuto verschwägert. Er studierte vermutlich in Toledo unter Isaac Gakon. Er schrieb mehrere kabbalistische Abhandlungen, von denen er Masoret ha-Hokhmah (Tradition der Weisheit), eine kurze Darstellung des spanischen Kabbalismus, kurz vor 1492 beendete. Nach der Vertreibung der Juden aus Spanien von 1492 wanderte er vermutlich über Portugal und Italien nach Serres (Griechenland), wo er das Buch Meshare Qitrin (Der Löser des Knoten), einen kabbalistischen Kommentar über das Buch Daniel, verfasste. Das Werk wurde 1510 in Konstantinopel als eines der ersten hebräischen Bücher gedruckt. Um 1514 begab er sich über Ägypten, wo er Bekanntschaft mit dem jüdischen Gelehrten Isaac ha-Kohen Sholal machte, nach Palästina. Er ließ sich in Jerusalem nieder und wurde zu einem angesehenen Lehrer an einer der beiden Jeschiwot. Noch zu Lebzeiten erlangte er Bekanntheit durch seine Sendbriefe zu religiösen Fragen, die er an verschiedene jüdischen Gemeinden Europas sandte. Ein letzter Brief ist aus dem Jahr 1528 erhalten. Vermutlich starb er kurze Zeit später.

## Messianismus
Für Abraham Halevi war die Vertreibung der Juden aus Spanien ein traumatisches Erlebnis. Er sah darin, ähnlich wie Abraham Zacuto und Isaak Abrabanel, ein Zeichen dafür, dass die Wiederkehr des Messias eingeleitet sei. Ein weiteres Zeichen für den Beginn der Endzeit, sah er in der Eroberung von Konstantinopel durch die Osmanen von 1453. In seiner Jerusalemer Zeit beschäftigte er sich hauptsächlich mit der messianischen Frage und versuchte mit Hilfe des Talmud und der Bibel, den genauen Zeitpunkt der Wiederkehr des Messias zu berechnen. Gestützt auf das Buch Daniel berechnete er die Rückkunft des Messias auf das Jahr 1530. Nach weiteren Berechnungen sollte bis 1540 die Wiederherstellung des Jerusalemer Tempels vollendet sein. Die Auferstehung der Toten sollte im Jahr 1575 stattfinden.
Er veröffentlichte seine Spekulationen in mehreren Schriften: Ma’amar Perek Helek (Darstellung der messianischen Lehre im Talmud), Nevuat ha-Yeled (Die Prophezeiung des Kindes) und Iggeret Sod ha-Ge’ullah (Der Brief über das Geheimnis der Erlösung). Einige seiner Prophezeiungen sah er bereits zu seinen Lebzeiten bestätigt. So deutete er das Auftreten des Messiasprätendenten David Reubeni und des Reformators Martin Luther (Beginn der Zerstörung des Christentums) sowie die Bedrohung des christlichen Europas durch die Türken als Zeichen der bevorstehenden Endzeit. In seinen Sendbriefen rief er zur Geheimhaltung seiner messianischen Erkenntnisse auf und warnte vor einem Entgegentreten gegen die kommenden Ereignisse. Als Vorbereitung für die Endzeit rief er zu Buße und Gebet auf. Abraham Halevi starb vermutlich noch vor 1530 und konnte die Nichterfüllung seiner Voraussagen nicht mehr erleben.